# Zapopan (flygplats)
Zapopan är en flygplats i Mexiko.   Den ligger i kommunen Zapopan och delstaten Jalisco, i den centrala delen av landet, 500 km väster om huvudstaden Mexico City. Zapopan ligger 1 629 meter över havet.
Terrängen runt Zapopan är platt åt nordost, men åt sydväst är den kuperad. Runt Zapopan är det mycket tätbefolkat, med 1 095 invånare per kvadratkilometer. Närmaste större samhälle är Guadalajara, 12,1 km sydost om Zapopan. Trakten runt Zapopan består till största delen av jordbruksmark.